# غارخشکی‌زی

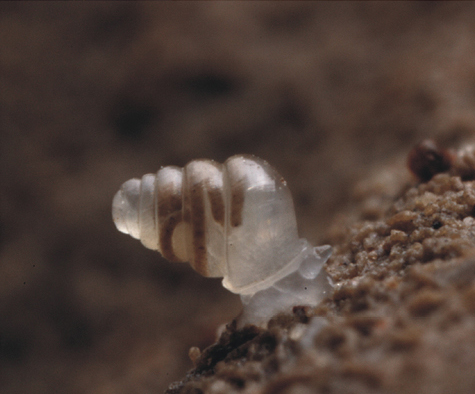
حلزون غار میکروسکوپی Zospeum tholussum، در اعماق 743 to 1392 m یافت شده‌است در سیستم غار Lukina Jama-Trojama کرواسی، با پوسته ای نیمه شفاف کاملاً کور است.

غارخشکی‌زی یا زیاگان محیط خشکی غار (به انگلیسی: Troglofauna) جانوران کوچک غارنشینی هستند که با محیط تاریک خود سازگار شده‌اند. غارخشکی‌زی و غارآب‌زی دو نوع جانور زیرزمینی هستند (بر اساس تاریخچه زندگی). هر دو با محیط‌های زیرزمینی مرتبط هستند - غارخشکی‌زی با غارها و فضاهای بالای سطح آب و جانوران گیاهی با آب مرتبط هستند. گونه‌های غارخشکی‌زی شامل عنکبوت‌ها، حشرات، هزارپایان و غیره هستند. برخی از غارخشکی‌زی به‌طور دائم در زیرزمین زندگی می‌کنند و نمی‌توانند بیرون از محیط غار زنده بمانند. سازگاری‌ها و ویژگی‌های غارخشکی‌زی دربرگیرنده افزایش حس شنوایی، لامسه و بویایی است. از دست دادن حواس کم‌کاربرد در نبود رنگدانه و همچنین بینایی در بیشتر غارخشکی‌زیان آشکار است. حشرات غارخشکی‌زی ممکن است بدون بال و زائده‌های بلندتر باشند.

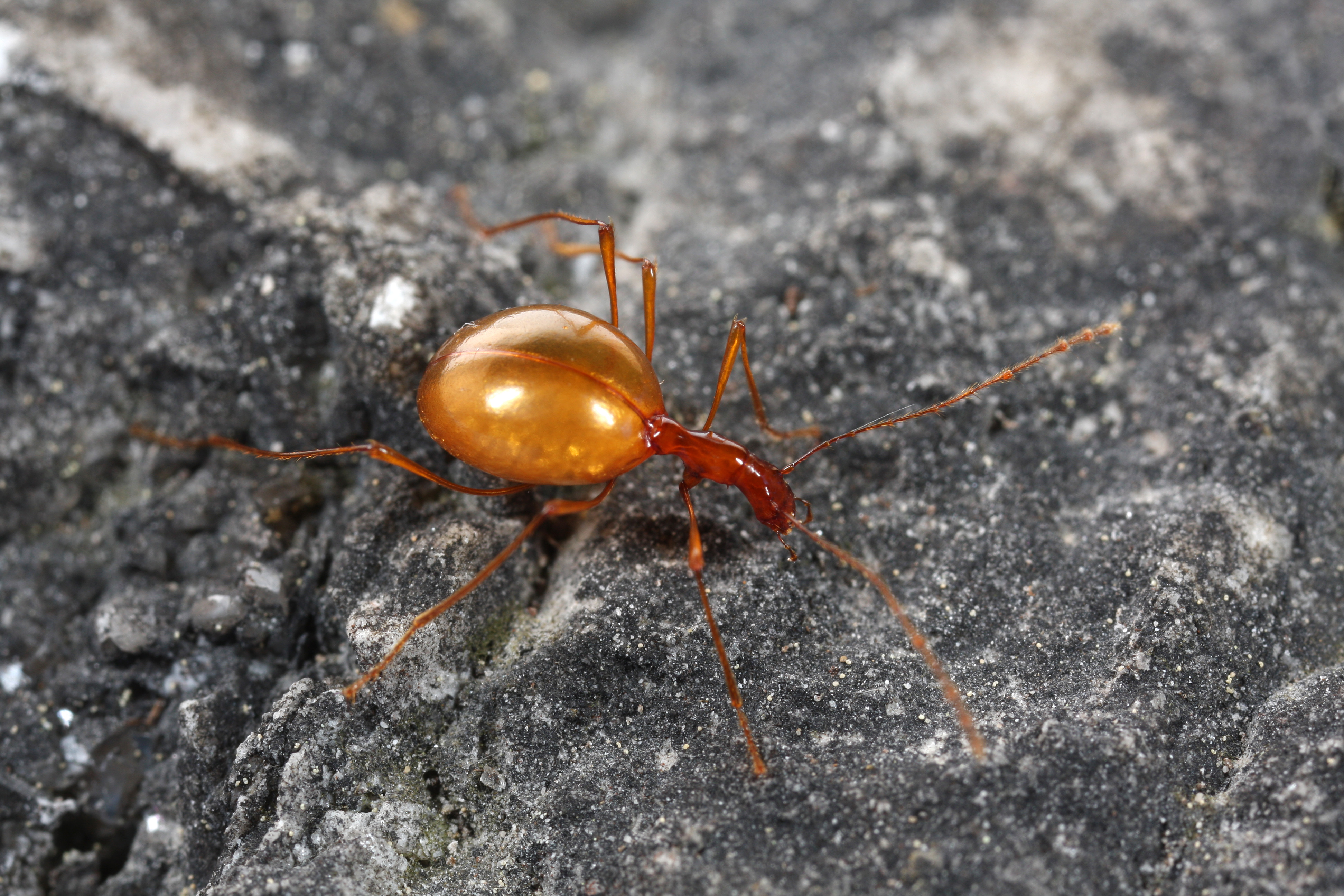
سوسک غارزی Leptodirus hochenwartii